# Hrvatsko biserje (album)
Hrvatsko biserje naziv je drugoga studijskog albuma karlovačke Folklorne družine VUGA.

## O albumu
Karlovačka Folklorna družina VUGA je 2012. godine snimila četrnaest hrvatskih narodnih pjesama za svoj drugi studijski album. Naslov albuma – HRVATSKO BISERJE: Najljepše hrvatske narodne pjesme – VUGE su odabrale u skladu sa svojim programskim opredjeljenjem i novim, budućim sličnim projektima. Za ovaj album odabrane su narodne pjesme u obradama uglednih hrvatskih skladatelja i glazbenika Bože Potočnika, Dinka Fia, Branka Ivankovića te etnologa Ivice Ivankovića.

## Popis pjesama
| 1.    | »Ja sam mlada deklica«          | Hrvatsko zagorje    | 2:36 |
| 2.    | »Oj Drežniku, selo kraj Korane« | Kordun              | 2:44 |
| 3.    | »Dođi drugo na divane«          | Slavonija           | 2:26 |
| 4.    | »Zima prehaja«                  | Hrvatsko zagorje    | 3:03 |
| 5.    | »Ja san divojčica«              | Dalmacija           | 2:44 |
| 6.    | »Jablane, jablane«              | Slavonija           | 3:37 |
| 7.    | »Izašla je zelena naranča«      | Dubrovačko primorje | 4:09 |
| 8.    | »Oj Savice, tija vodo ’ladna«   | Zagrebačko polje    | 3:25 |
| 9.    | »Majka Maru preko vode zvala«   | Karlovačko pokuplje | 2:44 |
| 10.   | »Dekle je na gajnku stala«      | Gorski kotar        | 2:36 |
| 11.   | »Zorja, moja zorja«             | Međimurje           | 3:19 |
| 12.   | »Lep nam Ivo kresa loži«        | Podravina           | 1:38 |
| 13.   | »Ivanjčice pred starim majkama« | Posavina            | 2:01 |
| 14.   | »Po Prigorju«                   | Zagrebačko prigorje | 3:05 |
| 40:07 |                                 |                     |      |

## Impresum
- Glazbeni i izvršni producent: Branko Ivanković
- Ton-majstor: Bernard Mihalić – studio »Podmornica«, Samobor
- Fotograf: Dinko Neskusil
- Likovno oblikovanje: Nikša Martinac
- Urednik izdanja: Davor Drezga
- Izdavač: Croatia Records
- Za izdavača: Želimir Babogredac

## Vanjske poveznice
- Croatia Records: CD »Hrvatsko biserje«
- Discogs – Folklorna družina VUGA: »Hrvatsko biserje«
- Spotify – Folklorna družina VUGA: »Hrvatsko biserje«